# Theodosia rodorigezi
Theodosia rodorigezi är en skalbaggsart som beskrevs av Shinji Nagai 1980. Theodosia rodorigezi ingår i släktet Theodosia och familjen Cetoniidae. Inga underarter finns listade i Catalogue of Life.